# دباگار
دباگار (به انگلیسی: Debagarh) یک شهر در هند است که در شهرستان دباگار واقع شده‌است. دباگار ۲۲٬۳۹۰ نفر جمعیت دارد و ۱۹۲ متر بالاتر از سطح دریا واقع شده‌است.